# Roblox Corporation
Roblox é uma empresa desenvolvedora de jogos eletrônicos americana com sede em San Mateo, na Califórnia. Fundada em 2004 por David Baszucki e Erik Cassel, a empresa é a desenvolvedora do Roblox, lançado em 2006. Desde 31 de dezembro de  2022, a empresa emprega mais de 2.100 pessoas.

## História
A Roblox Corporation foi fundada por David Baszucki e Erik Cassel. Baszucki já havia fundado a Knowledge Revolution, que depois seria trocado para Working Knowledge, uma empresa de software educacional, em 1989. Naquele ano, por meio da empresa, ele e Cassel desenvolveram o Interactive Physics, uma simulação de física 2D. A Knowledge Revolution seguiu com o Working Model, que simulou dispositivos mecânicos. A empresa acabou sendo comprada em dezembro de 1998 por US$ 20 milhões pela MSC Software, onde Baszucki e Cassel obtiveram altos cargos. Baszucki foi vice-presidente e gerente-geral da empresa de 2000 a 2002, quando deixou a MSC Software para fundar a Baszucki & Associates, uma firma de investimentos anjo. Ele e Cassel fundaram a Roblox Corporation em 2003. Trabalhando em um escritório em Menlo Park, na Califórnia, eles começaram o trabalho preliminar no videogame DynaBlocks, que foi lançado em um estado beta no final daquele ano. O nome do jogo foi mudado para Roblox em 2004, e o jogo foi lançado formalmente em 1º de setembro de 2006.
Cassel morreu de câncer em 11 de fevereiro de 2013. Em dezembro de 2013, a Roblox Corporation tinha 68 funcionários, que aumentou para 163 em dezembro de 2016. A empresa garantiu US $82 milhões de investimentos em março de 2017 por meio de uma rodada de financiamento liderada pela Meritech Capital Partners e pela Index Ventures. De olho na expansão internacional, a Roblox Corporation estabeleceu a Roblox International e contratou Chris Misner como seu presidente em maio de 2018. Sob Misner, o Roblox foi lançado em chinês (em parceria com a Tencent), alemão e francês em 2019. Em setembro de 2018, a Roblox Corporation contratou Dan Williams (anteriormente do Dropbox) para mover o Roblox de um serviço de computação em nuvem terceirizado para um proprietário. A empresa adquiriu a PacketZoom, desenvolvedora de software de otimização de redes móveis, em outubro de 2018. A PacketZoom, incluindo seus funcionários e o fundador e diretor de tecnologia Chetan Ahuja, foi incorporada à Roblox Corporation.
Uma rodada de financiamento da "série G" em fevereiro de 2020, liderada por Andreessen Horowitz, levantou $150 milhões para a Roblox Corporation e avaliou a empresa em $4 bilhões. Em outubro de 2020, a Roblox Corporation começou a planejar se tornar uma empresa pública, avaliando se deveria realizar uma oferta pública inicial regular (IPO) ou usar o método menos comum de listagem direta. No final daquele mês, a empresa entrou com um pedido na Comissão de Valores Mobiliários dos Estados Unidos para preparar um IPO no valor de $1 bilhão, buscando ser listadas na Bolsa de Valores de Nova York (NYSE) com o símbolo "RBLX". A essa altura, a empresa contava com mais de 830 funcionários em tempo integral e 1.700 "agentes de confiança e segurança". A empresa adquiriu a Loom.ai, empresa que cria avatares 3D a partir de fotografias, em dezembro de 2020. Em janeiro de 2021, a Roblox Corporation anunciou que buscaria uma listagem direta em vez de um IPO. A SEC também solicitou que a Roblox Corporation mudasse a forma como relata as vendas de sua moeda virtual, o Robux. No mesmo mês, Altimeter Capital e Dragoneer Investment Group lideraram uma rodada de financiamento "série H" que avaliou a empresa em $29.5 bilhões. A NYSE aprovou a listagem direta das ações classe A da Roblox Corporation até fevereiro de 2021. As ações começaram a ser negociadas em 10 de março daquele ano, com as compras iniciais dando à empresa um valor estimado de $41.9 avaliação $41.9. Em agosto de 2021, a Roblox Corporation adquiriu as plataformas de comunicação online Bash Video e Guilded, pagando $90 milhões em dinheiro e ações para o último.

## Avaliações

### Críticas positivas
A Roblox Corporation foi classificada nas principais listas de desenvolvedores de jogos para dispositivos móveis da Pocket Gamer.biz, ficando em sexto lugar em 2018, oitavo em 2019, e sexto em 2020. A Fortune o destacou como um dos melhores locais de trabalho de pequeno e médio porte na área da baía de São Francisco, colocando-o em décimo sexto lugar em 2019 e quadragésimo em 2021. Em 2016 e 2017, Inc. classificou a Roblox Corporation em sua lista "Inc. 5000" de empresas privadas de crescimento mais rápido nos Estados Unidos. Em 2020, a Fast Company a considerou a nona empresa mais inovadora do mundo, bem como a mais inovadora no setor de jogos.[.

### Críticas negativas
Em 19 de agosto de 2021, o canal do YouTube People Make Games divulgou os resultados de sua investigação sobre a Roblox Corporation. Em seu relatório de vídeo, eles alegam que a empresa explora jovens desenvolvedores de videogames, obtendo uma parcela enorme (75,5%) da receita obtida com jogos em sua plataforma. Em uma discussão com a Axios, o diretor de produto (CPO) da Roblox, Manuel Bronstein, respondeu dizendo que a intenção da Roblox é dar mais dinheiro aos desenvolvedores da comunidade.
Após a publicação do relatório, Roblox pediu à People Make Games que retirasse o vídeo. Em vez disso, eles lançaram um relatório em vídeo de acompanhamento que delineou vários problemas de segurança infantil que eles sentiram que estavam presentes no Roblox.

## Disputas legais
Em junho de 2016, a Cinemark Theatres entrou com uma ação contra a Roblox Corporation por violação de marca registrada. O autor citou vários jogos criados por usuários dentro do Roblox que recriaram locais do Cinemark, incluindo a marca registrada.
Em fevereiro de 2018, a youtuber Kerstin Hoffmann, conhecida como Keisyo, alegou que a Roblox Corporation devia a ela $150,000 porque a empresa a impediu de converter seus 42 milhões de Robux em dinheiro do mundo real sem nenhum motivo. Em resposta, a Roblox Corporation afirmou que não poderia transferir seu Robux porque os ganhou por meio de "atividades fraudulentas".
Em maio de 2021, um litigante não identificado entrou com uma ação coletiva contra a Roblox Corporation, acusando a empresa de roubar jogadores com compras falsas. Afirmando que "a decisão da empresa de vender primeiro e 'moderar' depois tem um benefício monetário óbvio para a Roblox, no momento em que o réu excluiu itens da Loja de Avatar e dos inventários dos usuários, já retirou sua comissão de 30% da venda." A Roblox Corporation disse que analisa todo o conteúdo enviado pelos desenvolvedores por meio de um processo de revisão em várias etapas antes de aparecer na plataforma.
Em junho de 2021, a National Music Publishers 'Association entrou com uma ação contra a Roblox Corporation por $200 milhões, acusando a empresa de infringir as leis de direitos autorais. A reclamação afirma: "Roblox ataca ativamente sua base de usuários impressionáveis e seu desejo por música popular, ensinando às crianças que a pirataria de música é perfeitamente aceitável". A Roblox Corporation respondeu ao processo alegando que "não tolera violação de direitos autorais" e expressando a intenção de contestar o processo. Em 27 de setembro de 2021, a Roblox e a NMPA anunciaram que chegaram a um acordo que "resolve as reivindicações apresentadas pelos membros da NMPA [e] oferece um opt-in em todo o setor aberto a todos os editores qualificados da NMPA", encerrando o processo.
Em novembro de 2021, a Roblox Corporation entrou com um depósito de $ 1,65 milhões de processos contra o youtuber Benjamin Robert Simon, também conhecido online como Ruben Sim. A reclamação declara uma quebra de contrato, "intimidação cibernética e assédio de funcionários e executivos da Roblox" e "postagem de ameaças terroristas falsas e enganosas" durante a Roblox Developer Conference 2021, o que a levou a ser temporariamente encerrada. Em 16 de janeiro de 2022, o julgamento foi acordado entre ambas as partes, exigindo que Simon pague $ 150.000 à Roblox Corporation. Com o julgamento, Simon está permanentemente banido de acessar o Roblox por não criar um precedente legal para outros usuários que possam escapar de proibições de IP ou violar os termos de serviço de um jogo.